# 浅野捷郎
浅野 捷郎（あさの としお、1942年4月23日 - ）は、愛知県出身の日本の建築意匠・建築史家。大阪工業大学工学部建築学科元教授。工学博士（京都大学）。
専門は、建築史（特に西洋近世建築史）・建築意匠・建築デザイン。

## 略歴
京都工芸繊維大学大学院工芸学研究科修士課程修了。のちに京都大学大学院にて、工学博士（京都大学）。1968年大阪工業大学工学部建築学科に着任し、1974年同学科教授。2002年大阪工業大学退官。
大阪工業大学工学部建築学科にて、30年以上の長きに渡り教鞭を執り、特に建築史・建築意匠/建築デザインの研究に貢献した。
主な所属学会は、日本建築学会など。主な著書は、建築の形態と比例の研究―古代ギリシアから現代へ。

## 主な研究
- プロスペッティーヴァの建築論的意味について (II) : ブルネレスキの透視画パネル
- ル・コルビュジエの建築形態と比例の研究[5]
- ミース・ファン・デル・ローエのバルセロナチェアとバルセロナ十字型コラムの黄金比例分析について
- ルイス・カーンのファーストユニタリアン教会のスカイライトについて
- フィレンツェ大聖堂ドームとパラッツォ・マッシモの建築形態と源泉と創意について